# Wakanohō Toshinori
Wakanohō Toshinori (若ノ鵬 寿則 en japonés, nacido el 8 de julio de 1988 como Soslan Aleksandrovich Gagloev (Сосла́н Алекса́ндрович Гагло́ев en ruso) en Alaguir, Osetia del Norte-Alania, Rusia) es un exluchador de sumo. Su rango más alto fue el de maegashira 1 oeste. Se convirtió en el primer luchador activo en ser expulsado del sumo por posesión de cannabis en agosto de 2008.
Actualmente se encuentra jugando fútbol americano universitario en la Universidad del Sur de Florida en Tampa, Florida.

## Carrera
Fue un luchador de lucha libre olímpica en Rusia, pero como su peso siguió aumentando más allá de los 120 kg, el límite superior para las competiciones, se pasó al sumo. Teniendo como compañero al luchador ruso de sumo Rohō desde hace muchos años, cuando llegó por primera vez a Japón se alojó en la heya de Rohō, la Ōtake beya, durante seis meses para aprender los conceptos básicos. Debido a las restricciones a los extranjeros, que no podía unirse a esa heya, pero su oyakata, el ex yokozuna Taihō quien tenía contacto con el ex yokozuna Wakanohana II, se unió a la Magaki beya en su lugar. Su shikona de Wakanohō se formó como una combinación de los shikonas de Wakanohana II y Taihō.
Wakanohō hizo su debut profesional en marzo de 2005. Avanzó rápidamente en las divisiones inferiores, obteniendo el yūshō de la división jonidan en mayo de 2005 con un resultado perfecto de 7 - 0. Le tomó un año para ascender a la división makushita, y en noviembre de 2006 en el grado de makushita 1 este, obtuvo un resultado de 4 - 3, lo que le valió el ascenso a la división jūryō, y el estatus élite de sekitori. A los 18 años y 5 meses, fue el luchador extranjero más joven en lograrlo. En su debut en jūryō solamente logró 5 victorias contra 10 derrotas, fue su primer make-koshi y fue descendido. Sin embargo, regresó a jūryō en mayo de 2007, y tras obtener resultados de 10 - 5, 8 - 7 y 10 - 5; le valió el ascenso a la división makuuchi en noviembre de 2007. Fue el sexto luchador más joven de la era moderna en llegar a makuuchi. En su debut en makuuchi logró 9 victorias contra 6 derrotas, y un resultado de 10 - 5 en enero de 2008 logró estar entre las filas superiores de los maegashiras para el torneo de marzo de 2008. Luchando contra todos los luchadores mejor clasificados, derrotó al ōzeki Kaiō y se aeguró su kachi-koshi y un ginboshi en el senshuraku.
Durante el torneo de mayo de 2008 fue reprendido por la Asociación de Sumo del Japón por haber roto una puerta en el vestuario después de haber perdido su pelea contra Ama por el kimarite utchari. Sin embargo, en el torneo de julio de 2008, una vez en su rango más alto, el de maegashira 1 oeste, perdió sus primeras 8 peleas, y terminó con un marcador de 4 - 11.

## Estilo de lucha
Wakanohō prefirió los kimarite de agarre de mawashi y prefirió el migi-yotsu. Era conocido por saltar de vez en cuando hacia arriba en el aire en el tachi-ai, un movimiento muy poco ortodoxo que algunos comentaristas lo consideran como una bravata juvenil. También fue criticado por el uso de henka y slap downs. A pesar de que su kimarite ganador más común era el yorikiri, el hatakikomi fue segundo kimarite favorito y tuvo un porcentaje mucho más alto de victorias con este kimarite que la mayoría de sus contemporáneos.

## Arresto y expulsión
El 18 de agosto de 2008 Wakanohō fue arrestado por posesión de cannabis. Una cartera perteneciente a Wakanohō fue encontrada el 24 de junio y fue entregada a la policía. Contenía un cigarrillo de fabricación rusa mezclada con lo que parecía ser cannabis, y la identificación del luchador. Wakanohō dijo que compró 2 bolsas de marihuana, una junta laminada, una pipa y 2 cigarrillos rusos de un ruso y un hombre negro a 20 000 yenes en un club en Roppongi. La policía también registró su apartamento y las habitaciones privadas en la Magaki beya y se recuperaron una pequeña cantidad de cannabis en una bolsa, y una pipa utilizada para fumar la droga.
El 21 de agosto, la Asociación de Sumo del Japón llevó a cabo una reunión de la junta directiva y se decidió la destitución inmediata de Wakanohō. Era la primera vez que un rikishi en activo era despedido. Pudo haber enfrentado hasta cinco años de prisión o la deportación de Japón. Sin embargo, el 8 de septiembre, después de ocho días de detención policial, fue puesto en libertad sin castigo, ya que era menor de edad en el momento del incidente y la cantidad de cannabis en su poder era muy pequeña.
En declaraciones a la prensa Wakanohō se disculpó por sus acciones y pidió perdón, pero negó haber fumado alguna vez con Rohō y Hakurozan, quienes también fueron despedidos después de fallar la prueba de drogas para el cannabis. Visitó el Ryōgoku Kokugikan y pidió ser readmitido en el sumo, pero los directores de la Asociación de Sumo del Japón rechazaron su petición. Respondió presentando una demanda por despido improcedente contra la Asociación de Sumo del Japón.
En un extraño giro del destino, Wakanohō tenía su kesho-mawashi patrocinado por el Centro Japonés de Prevención de Abuso de Drogas.
En el banzuke del Aki Basho en septiembre de 2008, el grado de maegashira 8 este asignado para Wakanohō y que había sido programado, quedó vacante. La última vez que esto sucedió fue cuando Tokitsuumi se retiró en octubre de 2007 y quedó fuera del banzuke de noviembre de 2007.
En enero de 2009 Wakanohō dejó todas las acciones legales contra la Asociación de Sumo del Japón y las dos partes llegaron a un acuerdo amistoso con respecto a su indemnización por despido, se cree que fue de 5.800.000 de yenes. Tuvo su danpatsu-shiki, para aceptar simbólicamente que su carrera en el sumo llegaba a su fin. Se celebró en un hotel en Tokio sin ningún otro rikishi u oyakata como asistentes. El 13 de febrero, Wakanohō regresó a Rusia, ya que su visa de trabajo había expirado.

## Acusaciones deyaocho
Durante una conferencia de prensa el 29 de septiembre de 2008 Wakanohō alegó que se vio obligado a aceptar sobornos para perder algunos combates de sumo. Dijo que aparecería para la revista Shūkan Gendai en defensa por las acusaciones de la Asociación de Sumo del Japón sobre los yaocho. En una entrevista para el periódico, afirmó que el ōzeki Kotoōshū y el jūryō Kasuganishiki le habían pedido que se deje ganar por ellos. Ambos luchadores negaron las acusaciones. Wakanohō fue llamado también sumo en un show y en un circo. En otra sección de la misma revista hizo acusaciones similares contra los ōzekis Kaiō y Chiyotaikai, quienes también negaron las acusaciones. En un tercer artículo dijo que fumaba cannabis en la Makagi beya con el luchador georgiano Tochinoshin, contradiciendo su declaración jurada a la policía de que estaba solo. El 28 de noviembre se retractó de estas afirmaciones y pidió disculpas a los que había implicado, diciendo que había sido informado por la revista que iba a estar de vuelta en la Asociación de Sumo del Japón "en una semana", si es que fue él quien hizo las acusaciones. Dijo que la revista Shūkan Gendai inventó dicha historia y citó los nombres de los cuatro luchadores, por lo que recibió 2 500 000 de yenes en efectivo. La revista respondió diciendo que su retractación "no tiene ningún sentido y no se puede considerar como cierta".
En febrero de 2011, a raíz de un escándalo de yaocho que implicaban a Kasuganishiki, Chiyohakuhō y un gran número de luchadores de la división jūryō. El ya retirado Wakanohō cambió de posición una vez más, y dijo que había estado involucrado en un yaocho después de todo. Explicó que la razón por la que negó sus originales reclamaciones de yaocho se debía a que la Asociación de Sumo del Japón se comprometió a pagarle dinero de su jubilación si lo hacía, y que más tarde desistió de este acuerdo (la Asociación de Sumo del Japón ha negado cualquier acuerdo de este tipo cada vez que tiene lugar). También nombró a otros 21 luchadores contra quienes realizó yaocho, el 21 de febrero de 2011 en la edición de la revista Shūkan Gendai.

## Carrera después del sumo
A partir de 2010 Wakanohō se encuentra jugando fútbol americano universitario en la Universidad Internacional Webber en Florida. Después fue transferido a la Universidad del Sur de Florida.

## Historial[25]
| Año (Honbasho) | Hatsu Basho (enero) (ciudad de Tokio) | Haru Basho (marzo) (ciudad de Osaka) | Natsu Basho (mayo) (ciudad de Tokio) | Nagoya Basho (julio) (ciudad de Nagoya) | Aki Basho (septiembre) (ciudad de Tokio) | Kyushu Basho (noviembre) (ciudad de Fukuoka) | Victorias / Derrotas |
| 2005           | ─                                     | Maezumo Hatsu Dohyō 0 - 0            | Jonokuchi 18 Este 6 - 1              | Jonidan 64 Oeste 5 - 2                  | Jonidan 28 Oeste 7 - 0                   | Sandanme 30 Este 6 - 1                       | 24 - 4               |
| 2006           | Makushita 48 Oeste 6 - 1              | Makushita 21 Oeste 5 - 2             | Makushita 12 Oeste 5 - 2             | Makushita 7 Este 4 - 3                  | Makushita 6 Este 6 - 1                   | Makushita 1 Este 4 - 3                       | 30 - 12              |
| 2007           | Jūryō 12 Oeste 5 - 10                 | Makushita 2 Este 5 - 2               | Jūryō 13 Este 10 - 5                 | Jūryō 4 Este 8 - 7                      | Jūryō 1 Oeste 10 - 5                     | Maegashira 13 Oeste 9 - 6                    | 47 - 35              |
| 2008           | Maegashira 10 Este 10 - 5             | Maegashira 4 Este 8 - 7              | Maegashira 2 Oeste 8 - 7             | Maegashira 1 Oeste 4 - 11               | ─                                        | ─                                            | 30 - 30              |